# Halligattu, Virajpet
Halligattu là một làng thuộc tehsil Virajpet, huyện Kodagu, bang Karnataka, Ấn Độ.